# Fighting Temptation
„Fighting Temptations” este un cântec al interpretei americane Beyoncé Knowles, realizat în colaborare cu Missy Elliott, MC Lyte și Free. Acesta a fost înregistrat pentru a folosi la promovarea filmului cu același nume, în care prima solistă deține un rol important, fiind folosit drept tema principală a peliculei. Înregistrarea a fost promovată ca primul extras pe single al albumului omonim, însă nu s-a bucurat de succesul anticipat. De asemenea, el a fost inclus pe coloana sonoră a producției, care a devenit un succes în S.U.A. și s-a comercializat în peste o jumătate de milion de exemplare.
Pentru a spori popularitatea piesei și a peliculei, a fost realizat și un videoclip, regizat de Antti Jokinen și filmat într-un conac părăsit din Los Angeles. Compoziția a fost felicitată de critica de specialitate, citând-o dese ori drept unul dintre cele mai interesante cântece de pe album. În același context, Swap Tree a descris înregistrarea ca fiind „un șlagăr de petrecere”, în timp ce Allmusic a inclus-o pe lista recomandărilor făcute cititorilor săi în recenzia coloanei sonore. „Fighting Temptations” reprezintă o combinație de stiluri muzicale, făcându-se simțite influențele muzicii R&B, hip-hop, disco și funk.
În vara anului 2004 a fost lansat în Europa un disc single ce conținea înregistrarea, alături de compoziția „I Know” a formației Destiny's Child, cea din urmă fiind inclusă pe fața B a materialului. „Fighting Temptation” s-a bucurat de succes în Olanda, unde a intrat în top 20 în două dintre cele mai importante ierarhii ale acestei țări: Dutch Top 40 și Dutch Mega Top 100. Alte prezențe notabile au fost înregistrate în țări precum Belgia, Elveția sau Germania și în Japonia, unde piesa s-a clasat pe locul întâi în lista Tokio Hot 100.

## Informații generale
Cântecul a fost produs de Missy Elliott pentru a fi inclus pe coloana sonoră a peliculei Moștenire cu cântec și i-a fost oferit lui Knowles pentru a-l interpreta ca artist principal. Într-un comunicat de presă ce anunța albumul, Beyoncé a declarat: „odată ce asculți cântecul «Fighting Temptation» și toată muzica din film, nu poți să te abții să nu te îndrăgostești de el. Te va emoționa cu siguranță. S-ar putea să devi fericit sau chiar trist, dar inima ta va fi plină. Toate cântecele sunt emoționante și spirituale și asta este exact ca și filmul”.  Înregistrarea nu a mai fost inclusă pe alte materiale, spre deosebire de succesorul său, „Summertime”. Piesa folosește o mostră din cântecul „I Like Funky Music”, a cântărețului Walter Murphy.

## Structura muziclă și versurile
„Fighting Temptation” este un cântec rhythm and blues, ce prezintă influențe de muzică hip-hop, disco și funk scris într-o tonalitate minoră. Suportul vocal este oferit atât de mezzo-soprana Beyoncé Knowles și de artistele rap Missy Elliott, MC Lyte și Free, interpretarea dublată prin supraînregistrare. În cântec se folosește doar câte un acord pe spații mari și nu există diviziuni instrumentale extinse. Compoziția are la bază structuri repetitive, armonii vocale și folosește o serie de sunetele specifice trompetei. Versurile au un ton pozitiv, ce are ca temă refuzul de a te lăsa pradă tentațiilor și căutarea permanentă a superlativelor.

## Lansare și recenzii
Piesa a fost lansată ca primul single al coloanei sonore, fiind trimisă posturilor de radio din Statele Unite ale Americii pe data de 18 august 2003, cu doar câteva săptămâni înaintea distribuirii albumului de proveniență. Un disc single a fost lansat în unele regiuni europene în vara anului următor, la scurt timp după promovarea șlagărului lui Beyoncé „Naughty Girl”. Compact discurile lansate aici au inclus pe fața B înregistrarea „I Know”, a formației Destiny's Child, care a fost înglobată și pe coloana sonoră a filmului.
Cântecul a primit în general recenzii pozitive din partea criticilor muzicali de specialitate. „Fighting Temptation” a fost descris de Heather Phares de la Allmusic ca fiind „o celebrare surprinzător de amuzantă și de funky a unei întâlniri ca între fete ce așteaptă [să întâlnească] dragostea adevărată”. Gospel City cataloghează înregistrarea ca fiind „extrem de pozitivă”, în timp ce Dani Boobyer de la The Situation afirmă că „albumul începe în forță cu explozivul «Fighting Temptation», tema muzicală a filmului, așază interpretarea dulce a prințesei R&B Beyoncé înmpotriva sunetelor dure de rap ale lui Missy [Elliott] și MC Lyte. Versurile pozitive stabilesc tonul pentru restul albumului, cu un mesaj de bună purtare despre aspirația la ce e mai bun și lupta împotriva negativității”. Swap Tree cataloghează compoziția ca fiind „un șlagăr de petrecere”, în timp ce Ed Gonzales de la Slant Magazine declară că „pe primul single condus de Missy Elliott, Beyoncé, MC Lyte, și Free descoperă că nu se luptă cu tentația pe cât o caută pe cea potrivită”.

## Ordinea pieselor pe disc
| \| Nr. \| Titlul \| Durată \| \| ------------------------------------ \| ------------------------- \| ------ \| \| Descărcare digitală[2] \| \| \| \| 01. \| „Fighting Temptation” [A] \| 3:53 \| \| Disc dingle distribuit în Europa[16] \| \| \| \| 01. \| „Fighting Temptation” [A] \| 3:51 \| \| 02. \| „I Know” [B] \| 3:42 \| | Specificații - A ^ Versiunea de pe albumul de proveniență, The Fighting Temptations. - B ^ Versiunea de pe albumul de proveniență, The Fighting Temptations. |        |
| Nr. | Titlul | Durată |
| Descărcare digitală | |        |
| 01. | „Fighting Temptation” [A] | 3:53   |
| Disc dingle distribuit în Europa | |        |
| 01. | „Fighting Temptation” [A] | 3:51   |
| 02. | „I Know” [B] | 3:42   |

## Videoclip
Materialul promoțional pentru „Fighting Temptation” a fost regizat de Antti Jokinen (cunoscut pentru colaborările sale cu Wyclef Jean sau Brian McKnight) și filmat iunie 2003. într-un conac abandonat din apropierea orașului american Los Angeles. Despre scurtmetraj, Knowles a declarat următoarele: „practic, este un fel de noapte a fetelor deoarece toate suntem femei și cântecul este, în principiu, despre toate tentațiile pe care le ai în legătură cu un bărbat și tu [trebuie să] te lupți cu asta”. Referitor la locul de desfășurare al filmărilor, artista a afirmat faptul că este similar cu cel folosit pentru realizarea peliculei Moștenire cu cântec.
Videoclipul le prezintă pe cele patru interprete atât în cadre separate, cât și în scene care le surprind împreună. De asemenea, sunt folosite o serie de segmente video de scurtă durată ce au fost extrase din filmul Moștenire cu cântec și introduse în materialul promoțional pentru înregistrare.

## Prezența în clasamente
În ciuda faptului că a beneficiat de un videoclip, „Fighting Temptation” a devenit un eșec comercial în Statele Unite ale Americii, nereușind să intre decât în ierarhia Billboard Bubbling Under R&B/Hip-Hop Songs, unde a cucerit poziția cu numărul șaisprezece, echivalentul locului o sută șaisprezece în Billboard Hot R&B/Hip-Hop Songs. El a fost depășit de predecesorul său, „Summertime”, care a obținut clasări de top 40 în aceeași ierarhie.
Înregistrarea a fost promovată și în Europa, în vara anului 2004, unde au fost distribuite și discuri single, în sprijinul compoziției. În această regiune, cântecul a activat cel mai bine în Olanda, unde s-a obținut poziții de top 20 atât în ierarhia Dutch Top 40 (locul 13), cât și în Dutch Mega Top 100 (locul 11). În vecinătatea acestei țări, „Fighting Temptation” a câștigat clasări notabile în Belgia (atât în Flandra, cât și în Valonia), Elveția sau Germania. De asemenea, piesa s-a pozițiionat pe treapta cu numărul 1 în ierarhia japoneză Tokio Hot 100.

## Clasamente
| Țară (clasament)                 | Poziția maximă | Referință |
| -------------------------------- | -------------- | --------- |
| Belgia — Flandra (Ultratop)      | 37             | [ 18 ]    |
| Belgia — Valonia (Ultratop)      | 42             | [ 18 ]    |
| Elveția (Media Control)          | 42             | [ 17 ]    |
| Germania (Germany Black Singles) | 3              | [ 19 ]    |
| Germania (Media Control)         | 54             | [ 17 ]    |

| Țară (clasament)                    | Poziția maximă | Referință |
| ----------------------------------- | -------------- | --------- |
| Germania (Media Control — Difuzări) | 81             | [ 19 ]    |
| Japonia (Tokio Hot 100)             | 1              | [ 19 ]    |
| Olanda (Dutch Top 40)               | 13             | [ 17 ]    |
| Olanda (Dutch Mega Top 100)         | 11             | [ 18 ]    |
| S.U.A. (Billboard Under R&B Songs)  | 16             | [ 6 ]     |

## Versiuni existente
| - „Fighting Temptation” (versiunea de pe albumul The Fighting Temptations) - „Fighting Temptation” (a capella) | - „Fighting Temptation” (negativ) - „Fighting Temptation” (editare radio) |

## Personal
- Sursă:[3]
- Voce: Beyoncé, Missy Elliott, MC Lyte și Free
- Textier(i): Missy Elliott, MC Lyte, Free, Jonathan Burks, LaShaun Owens, Gene Pistill și Karriem Mack[21]
- Producător: Missy „Misdemeanor” Elliott
- Coprodus de Soul Diggaz

## Datele lansărilor
| Țara     | Data lansării     | Casă de discuri  | Format              | Referințe |
| -------- | ----------------- | ---------------- | ------------------- | --------- |
| S.U.A.   | 18 august 2003    | Columbia Records | difuzare radio      | [ 1 ]     |
| Europa   | 18 august 2003    | Columbia Records | descărcare digitală | [ 25 ]    |
| Franța   | 9 septembrie 2003 | Columbia Records | descărcare digitală | [ 26 ]    |
| S.U.A.   | 9 septembrie 2003 | Columbia Records | descărcare digitală | [ 2 ]     |
| Germania | 5 iulie 2004      | Columbia Records | disc single         | [ 27 ]    |